# Sølvholdet
Sølvholdet er kælenavnet for det danske fodboldlandshold, der vandt sølv ved fodbold under sommer-OL 1960 i Rom. Resultatet er et af de bedste for det danske herrelandshold i historien.

## Resultater

### Gruppespil
- Danmark – Argentina 3-2
- Danmark – Polen 2-1
- Danmark – Tunesien 3-1

### Semifinale og finale
- Danmark – Ungarn 2-0 (semifinale)
- Danmark – Jugoslavien 1-3